# Aidenbach
Aidenbach település Németországban, azon belül Bajorországban. Lakosainak száma 3121 fő (2023. december 31.). Aidenbach Aldersbach, Beutelsbach, Egglham, Dietersburg és Johanniskirchen községekkel határos.

## Népesség
A település népessége az elmúlt években az alábbi módon változott:
| Lakosok száma | 715  | 2488 | 2318 | 2323 | 2897 | 2906 | 2917 | 2916 | 3091 | 3121 |
|               | 1875 | 1950 | 1975 | 1987 | 2012 | 2014 | 2016 | 2017 | 2021 | 2023 |